# Tóvároskert megállóhely
Tóvároskert megállóhely egy Komárom-Esztergom vármegyei vasútállomás, amit a MÁV üzemeltet Tata városában. Fizikailag a település tóvárosi, kertvárosi városrészének északkeleti szélén helyezkedik el, a Bajra vezető 11 135-ös számú mellékút vasúti keresztezése mellett, annak déli oldalán.

## Áthaladó vasútvonalak
- Budapest–Hegyeshalom–Rajka-vasútvonal (1)

## Megközelítés tömegközlekedéssel
- Busz: Helyi járat tanítási időszakban:
 4, 4T, 5, 5T, 6, 6T
Helyi járat nyári tanítási szünetben:
 5, 5A, 5AF, 5FA, 5T
 8716

## Forgalom
| Járat                   | Útvonal | Gyakoriság                |
| ----------------------- | --- | ------------------------- |
| S10                     | Budapest-Déli – Budapest-Kelenföld – Budaörs – Törökbálint – Biatorbágy – Herceghalom – Bicske alsó – Bicske – Szár – Szárliget – Alsógalla – Tatabánya – Vértesszőlős – Tóvároskert – Tata – Almásfüzitő – Almásfüzitő felső – Szőny – Komárom – Ács – Nagyszentjános – Győrszentiván – Győr-Gyárváros – Győr                                                    | Óránként                  |
| gyorsított személyvonat | Budapest-Keleti – Ferencváros – Budapest-Kelenföld – (Biatorbágy → Bicske alsó → Bicske →) Alsógalla – Tatabánya (← Vértesszőlős) – Tóvároskert – Tata (← Almásfüzitő ← Almásfüzitő felső ← Szőny) – Komárom – Ács (← Nagyszentjános ← Győrszentiván) – Győr-Gyárváros – Győr – Abda – Öttevény – Lébény-Mosonszentmiklós – Mosonmagyaróvár – Levél – Hegyeshalom | Munkanapokon napi 1-2 pár |